# Klempau
Klempau là một đô thị thuộc huyện Lauenburg, trong bang Schleswig-Holstein, nước Đức. Đô thị Klempau có diện tích 10,07 km², dân số thời điểm 31 tháng 12 năm 2006 là 623 người.